# Жул Мишле
 Тази статия е за френския историк.  За кораба вижте Жул Мишле (броненосен крайцер).  
Жул Мишле (на френски: Jules Michelet) е френски историк.
Роден е на 21 август 1798 година в Париж в семейството на печатар. През 1821 година завършва история в Парижкия университет, след което става преподавател в Колежа „Ролен“, а по-късно в „Екол нормал“, при Юлската монархия оглавява историческия отдел на Националните архиви и преподава в Колеж дьо Франс, но след установяването на Третата империя е отстранен, заради своите либерални и републикански възгледи. Мишле пише първата мащабна „История на Френската революция“ и „История на Франция“ в 19 тома, които оказват силно влияние върху френската историография.
Жул Мишле умира от инфаркт на миокарда на 9 февруари 1874 година в Йер.

### За него
- Стоянов Ж., Идеите за Историята, София: СУ, 1991, "Мишле, историята като лирична епопея на народите" с.196-202.
- (фр) Barthes R., Michelet par lui meme, Paris, 1954.